# Козище
Кози́ще (бел. Казішча) — деревня в Кобринском районе Брестской области Белоруссии. Входит в состав Буховичского сельсовета.
По данным на 1 января 2016 года население составило 41 человек в 30 домохозяйствах.
В деревне расположен фельдшерско-акушерский пункт.

## География
Деревня расположена в 18 км к северу от города и станции Кобрин и в 69 км к востоку от Бреста.
На 2012 год площадь населённого пункта составила 1,08 км² (108 га).

## История
Населённый пункт известен с XVI века. В разное время население составляло:
- 1999 год: 78 хозяйств, 132 человека
- 2005 год: 54 хозяйства, 89 человек
- 2009 год: 63 человека
- 2016 год[2]: 30 хозяйств, 41 человек
- 2019 год[1]: 38 человек

## Достопримечательность
- В деревне расположена деревянная православная церковь в честь Святой Троицы, построенная в XIX веке.  Историко-культурная ценность Республики Беларусь, шифр 113Г000433
- Страусиная ферма

## Галерея

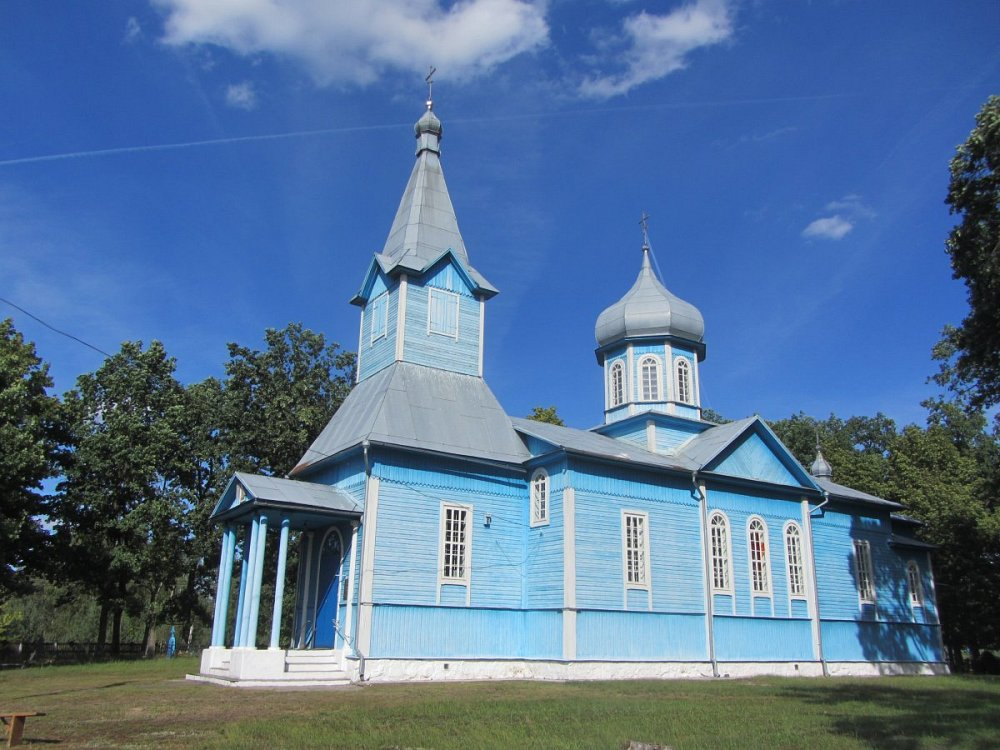
Троицкая церковь